# Nerina Pallot
Nerina Natasha Georgina Pallot, mais conhecida como Nerina Pallot (Londres, 26 de abril de 1974), é uma cantora, compositora e produtora musical inglesa. Apesar de ter nascido em Londres, ela foi criada em Jersey. Seu pai é de ascendência francesa e sua mãe nasceu em Allahabad, na Índia. Nerina já lançou cinco álbuns de estúdio, uma série de EPs e possui indicações ao BRIT Award e Ivor Novello Award.

## Início de vida
Nerina tocava piano quando criança e escreveu sua primeira canção com 13 anos. Ela se identificou ao ver a cantora e pianista Kate Bush com sua música "The Woman's Work", tendo ela se tornado uma das inspirações da Nerina para seguir a carreira musical. 

## Carreira

### 2001-2005: Dear Frustrated Superstar
Nerina lançou seu primeiro CD, Dear Frustrated Superstar na gravadora Polydor, em agosto de 2001, que gerou dois singles, "Patience" e "Alien", e também um terceiro "If I Know You", cujo videoclipe foi gravado, no entanto, nunca foi liberado. O álbum foi retirado das lojas.
Ela foi dispensada da gravadora, após ela reclamar sobre a retirada de uma canção que era para estar no álbum, "Photograph". Este incidente e muitos outros relacionados com a indústria e suas experiências com seu álbum de estreia são discutidos em seu site oficial.
Em 2003, ela fez vocais para a canção "Truly" de Delerium, uma banda de Vancouver, que se tornou um single no Reino Unido.
O álbum foi relançado anos depois, depois mesmo até de Fires, seu segundo álbum, lançado em 2005. A reedição é quase a mesma que a original, e não inclui "Photograph". Anúncios varejista iniciais mostraram o álbum reeditado incluindo vários B-Sides da época, mas essa versão nunca foi emitida.

### 2005-2009: Fires
Seu segundo disco, Fires, foi lançado em abril de 2005 em uma gravadora independente, Idaho. Foi publicado por Chrysalis Music Publishing, que esteve com ela desde que ela ainda estava na Polydor, e concedeu-lhe um contrato, oferecendo a ela inicialmente £50.000 para fazer o álbum. Não foi o suficiente, então Nerina hipotecou sua casa para pagar o resto das despesas. Ela compôs todas as faixas do disco.
O álbum foi produzido por Howard Willing,  com os produtores Eric Rosse,  que produziu "Learning to Breathe" e "Heart Attack"(co-produzido por Howard) e Melvoin Wendy (membro da banda de Prince, The Revolution), que produziu "Damascus". Depois das faixas iniciais terem sido finalizadas, Nerina e Howard aparentemente completaram o resto do álbum, alternando entre Londres e Los Angeles. Com o contrato e amizade que adquiriram, eles foram capazes de obter auxílio de músicos de nível.
O álbum teve um single só para download, Everybody's Gone To War. Um segundo single, Damascus, foi lançado em junho de 2005, e um terceiro, All Good People em setembro de 2005, tendo esse sido um single só para as rádios.
No fim de 2005, Nerina assinou um contrato com a gravadora 14th Floor Records. Após isso, uma reedição do álbum foi lançada, com algumas mudanças nas faixas. O álbum alcançou a 21ª posição dos mais vendidos. Com mais de 100,000 unidades vendidas, foi certificado de ouro no Reino Unido.
O primeiro single do álbum foi renovado. "Everybody's Gone to War", estava na playlist da maioria das principais estações de rádio britânica. O vídeo foi mostrado na maioria das estações de televisão e música em seu perfil do MySpace. 
O single se tornou a terceira música mais tocada nas rádios britânicas na semana antes de seu lançamento, e alcançou o número 14 no UK Singles Chart.
O segundo single, Sophia, uma regravação, criada em Los Angeles com o produtor Mitchell Froom, alcançou a 32ª posição no UK Singles Chart. 
O próximo single da re-edição de Fires foi Learning To Breathe, que alcançou a 70ª posição.

### 2009-2011: The Graduate
Nerina trabalhou com grandes coprodutores na preparação do álbum que sucederia o Fires. Entre eles, Linda Perry e Rob Davis, que já trabalharam com Christina Aguilera e Kylie Minogue. Ela também escreveu um álbum de material com Rick Nowels, que trabalhou com Madonna. No entanto, ela lutou contra o processo de co-escrita e apenas músicas que ela mesma escreveu sozinha entraram no álbum.
The Graduate foi lançado em 5 de outubro de 2009 no Reino Unido, e alcançou a 46ª posição no UK Album Chart na semana de estreia. 
A versão normal do CD contém 10 faixas originais, enquanto a do iTunes conta com três faixas adicionais. A versão deluxe tem as músicas em versão acústica. O álbum teve críticas que o apontaram como o melhor de sua carreira até então e outras dizendo que ela errou desviando da direção de Fires. Nerina se defendeu dizendo que não queria fazer um "Fires 2", e que uma progressão entre os dois trabalhos foi necessária. 
Ela já lançou três EPs, Skeleton Key, Buckminster Fuller e Junebug EP.
Em 2010, ela participou da faixa "Dias Iguais", para o álbum Manuscrito, da cantora brasileira Sandy. Na canção, ela toca piano, e a parte em que ela canta é de sua autoria. As duas se encontraram na casa de Nerina e gravaram em Londres. Sandy já declarou várias vezes ser fã de Nerina.

### 2011-atualmente: Year Of The Wolf e The Sound and The Fury
Nerina anunciou através de seu twitter o título de seu quarto álbum de estúdio: Year Of The Wolf, posto para as vendas em 13 de junho de 2011. O álbum possui três singles: Put Your Hands Up, Turn Me On Again e All Bets Are Off. Em 2015 ela lançou seu quinto álbum de estúdio, The Sound and The Fury.

## Vida pessoal
No início de 2006, Nerina e Howard Willing ficaram noivos, no entanto, o relacionamento terminou no final daquele ano.
Nerina conheceu o produtor Andy Chatterley em janeiro de 2007. De acordo com ela, eles ficaram noivos na primeira hora do primeiro encontro deles. Os dois casaram seis semanas depois, em 14 de fevereiro de 2007. 
Nerina se formou em Inglês e Literatura em Birkbeck, Universidade de Londres.
Em 9 de setembro de 2010, Nerina e Andy tiveram seu primeiro filho, Wolfgang Amadeus Chatterley. A gravidez foi mantida em segredo e o nascimento foi anunciado via twitter. Nerina escreveu: "eu e Andy estamos orgulhosos de apresentá-los a nossa melhor canção. Nosso primeiro filho, Wolfie Chatterley, que nasceu esta manhã".

## Passagens pelo Brasil
Em 24 de agosto de 2011, ela cantou com Sandy na gravação de seu primeiro DVD solo, Manuscrito Ao Vivo. Dois dias depois, Nerina fez seu primeiro show em São Paulo, no Bourbon Street Music Club. No mesmo ano participou do programa Altas Horas, onde cantou "Dias Iguais" ao lado de Sandy.

## Discografia
- Dear Frustrated Superstar (2001)
- Fires (2005)
- The Graduate (2009)
- Year of the Wolf (2011)
- The Sound and The Fury (2015)